# Roen
Der Roen ([roˈen]; italienisch Monte Roen) ist mit 2116 m s.l.m. der höchste Berg des Mendelkamms an der Grenze zwischen Südtirol und dem Trentino. 

## Lage und Umgebung
Der Roen befindet sich grob in der Mitte des von Norden nach Süden ziehenden Mendelkamms, der zur Nonsberggruppe gerechnet wird. Wie auch die übrigen Berge des Gebirgszugs fällt er nach Osten ins Unterland steil ab. Auf Südtiroler Seite befindet sich am Fuße des Berges der Weinort Tramin (276 m). Von Westen erscheint der Roen deutlich weniger markant. Dort ist das Gebiet des Bergstocks unter den Nonstaler Gemeinden Amblar-Don, Predaia und Sfruz aufgeteilt.

## Anstiege

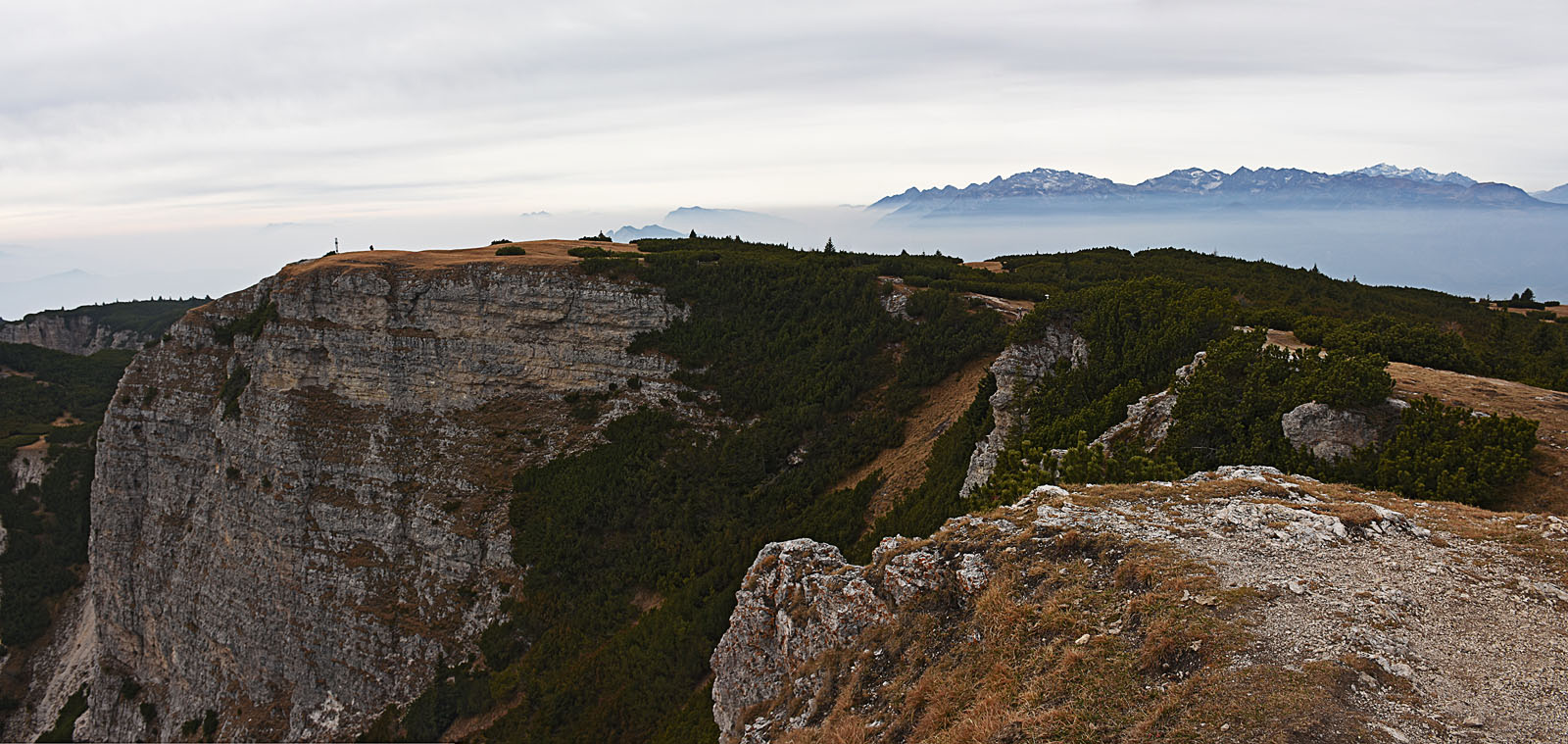
Gipfelplateau des Roen

Von Norden kommend ist der Roen vom Mendelpass aus über die bewirtschaftete Roenalm (italienisch Malga Romeno) erreichbar. Der Aufstieg von der Alm zum Gipfel ist über zwei Wege möglich. Die einfachere Strecke führt als Wanderweg direkt auf die Gipfelhochfläche. Etwas anspruchsvoller ist die Variante über die nordöstlich des Gipfels gelegene Überetscher Hütte (1775 m s.l.m.) und weiter über einen gesicherten Klettersteig. Ein weiterer Zustieg erreicht von Süden kommend das Gipfelplateau.